# Robert Sandeman
Robert Sandeman (29 avril 1718, à Perth – 2 avril 1771, à Danbury, Connecticut) est un théologien écossais non-conformiste. Il est étroitement associé à l'église Glasite qu'il aide à promouvoir,. Son importance est telle que les églises glasites en dehors de l'Écosse sont connues sous le nom de Sandemanian.

## Biographie

### Jeunesse et développement religieux
Il est le deuxième des douze enfants d'un tisserand de lin, David Sandeman et de sa femme Margaret Ramsay . Il fréquente l'Université d'Édimbourg pendant deux ans à partir de 1734, où il semble initialement destiné à une carrière soit dans la médecine, soit dans l'église établie. C'est ici, cependant, qu'il rencontre les enseignements de John Glas et rejoint sa congrégation de Dundee en 1735. C'est pendant cette période qu'il fait un apprentissage de tisserand de lin pendant plusieurs années avant de démarrer une entreprise familiale avec son frère William . En 1737, il épouse Catherine, la fille de Glas. Ils n'ont pas d'enfants au moment de sa mort en 1746. À l'âge de 26 ans, il est choisi comme ancien de l'église Glasite à Perth .
Après la mort de sa femme, Sandeman consacre sa vie à son église et aux Écritures. Il voyage entre Perth, Dundee et Édimbourg où il sert comme ancien parmi ces congrégations glasites. Il est plus énergique que Glas et aussi plus controversé. C'est lui qui est en grande partie responsable de la diffusion des doctrines de l'église à la fois en Écosse et ailleurs. À la suite de cela, en dehors de l'Écosse, la dénomination Glasite est connue sous le nom de Sandemanian, reflétant son importance .

### Influence croissante
En 1757, il attire l'attention en publiant des Lettres sur Theron et Aspasio, dans lesquelles il attaque la théologie de James Hervey, dont Theron et Aspasio ont été publiés en 1755. En particulier, Sandeman n'est pas d'accord avec l'idée d'Hervey d'une justice imputée, mais met également en avant la perception intellectualiste de la religion qu'il partage avec Glas et son point de vue selon lequel la foi est le début d'une correspondance, conduisant à une pleine assurance d'espoir .
Son travail est largement lu et influence un grand nombre de membres du clergé indépendants dans toute l'Angleterre. En raison de sa facilité de compréhension, les Lettres attirent des réponses animées de théologiens tels que John Wesley et John Brine qui sont plus étroitement alignés sur les vues d'Hervey . Dans les années qui suivent, Samuel Pike (en), William Cudworth (1717-1763), John Barnard (1725-1804), et Benjamin Ingham (en), tous entrent en correspondance avec lui pour les aider dans leurs ministères. Les trois premiers confessent leur foi et sont admis dans la congrégation de Londres, tandis que le second réorganise ses églises inghamites selon les lignes tracées par les Glasites. Ingham est élu ancien dans sa congrégation de Tadcaster en 1762. La correspondance de John Barnard conduit à la visite de Sandeman à Londres et à l'établissement du premier Glasite, ou en dehors de l'Écosse, congrégation sandemanienne à Londres à Glover's Hall, Beech Lane, Barbican, 23 mars 1762 ,,. Cudworth, Barnard et James Allen, un converti d'Ingham, jouent un rôle déterminant pour Sandeman et Glas dans l'établissement de congrégations sandemaniennes dans toute l'Angleterre et le Pays de Galles.

### Implantation d'églises en Amérique
Sandeman fonde l'une des premières églises du Christ en Amérique à Portsmouth, New Hampshire le 4 mai 1765. En 1760, les Letters est publié en Nouvelle-Angleterre, ce qui conduit à une invitation en 1763 à Danbury, Connecticut, pour donner des conseils sur la formation de l'église. James Cargill (un gantier de Dundee, en Écosse ) navigue avec lui à bord du George and James jusqu'à Boston. Sandeman s'engage dans des discussions assez fructueuses pendant son séjour, fondant quelques églises malgré l'opposition des congrégationalistes orthodoxes . À peu près à la même époque, l'ami de Sandeman, Ebenezer White, établit une église du Christ à Danbury, Connecticut. Ces efforts aboutissent à l'implantation d'environ huit congrégations en Nouvelle-Angleterre et une autre au Canada. Les congrégations mettent l'accent sur le recours aux Écritures pour trouver la doctrine de l'église, la communion hebdomadaire, les noms d'église bibliques tels que « Église du Christ », la surveillance des anciens et l'autonomie de la congrégation. Les congrégations associées à Sandeman ont du mal à être soutenues, probablement à cause de sa loyauté envers la Grande-Bretagne dans les années qui précèdent la guerre d'indépendance américaine . Cependant, des efforts similaires de l'église en Nouvelle-Angleterre sont relancés au tournant du siècle, bien qu'indépendamment de l'influence de Sandeman, par d'autres tels qu'Abner Jones et Elias Smith.

## Famille
Son père, David Sandeman, est magistrat de la ville de Perth de 1735 à 1763 . William Sandeman, son frère, développe des champs de blanchiment en lin dans le Perthshire.